# Educating Peter
Pour plus de détails, voir Fiche technique et Distribution.
Educating Peter est un film documentaire américain réalisé par Gerardine Wurzburg en 1992.

## Synopsis
Le film est consacré à l'intégration dans le milieu scolaire d'un garçon de 10 ans atteint de trisomie 21, à Blacksburg en Virginie. Au début il perturbe la classe, mais fait ensuite de rapides progrès. C'est un des 60 000 handicapés qui sont intégrés dans le système scolaire traditionnel aux États-Unis.

## Fiche technique
- Réalisation : Gerardine Wurzburg
- Production : Thomas C. Goodwin
- Distribution : Direct Cinema Limited
- Photographie : Gary Griffin
- Montage :  Grady Watts et Ilana Bittner
- Durée : 30 minutes

## Distribution
- Peter Gwazdauskas : lui-même
- Frank Gwazdauskas : le père de Peter
- Judy Gwazdauskas : la mère de Peter
- Mme Stallings : l'institutrice

## Récompenses
Le film a remporté l'Oscar du meilleur court métrage documentaire en 1993. Le producteur Thomas C. Goodwin a remporté cet Oscar de façon posthume, étant mort quelques mois avant la cérémonie des Oscars.

## Suite
Une suite intitulée Graduating Peter (en) est sortie en 2001, où on voit l'évolution de Peter 9 années après le premier film.